# Olgania excavata
Olgania excavata är en spindelart som beskrevs av Hickman 1979. Olgania excavata ingår i släktet Olgania och familjen Micropholcommatidae.
Artens utbredningsområde är Tasmanien. Inga underarter finns listade i Catalogue of Life.